# Abel Lobatón Vesgas
Abel Augusto Lobatón Vesgas (Lima, 22 de agosto de 1957) es un exfutbolista peruano que se desempeñó como delantero. Fue uno de los futbolistas más habilidosos de la época en el futbol colombiano, llegó a jugar por la Selección Peruana. Es padre de Abel Lobatón, Carlos Lobatón y Jhilmar Lobatón.

## Trayectoria
Abel inició su carrera en el Sport Boys de Callao en 1975, allí jugó de forma intermitente durante ocho temporadas desde su debut hasta 1990 año que se retiró del futbol. 
Subcampeón del Campeonato Descentralizado con Sport Boys en 1976 tuvo la oportunidad de jugar tres partidos por la Copa Libertadores al año siguiente.
Pasó gran parte de su carrera en Colombia en la década de los 80s, jugando dos temporadas para Deportes Quindío antes de unirse a uno de los mejores equipos en el Deportivo Pereira (con Eduardo Vilarete, Iván Castañeda, Jairo Chiqui Aguirre , Miguel Ángel Manzi) quien estuvo a punto de ganar el campeonato colombiano de 1982 antes de colapsar a tres días del final. En 1987 jugó para el Independiente Medellín, su último club en Colombia. 
Regresó a Perú culminando su carrera en el cuadro chalaco del Sport Boys en 1990.
Alternó en la Selección de fútbol del Perú entre 1979 y 1985 jugando en nueve partidos y anotando tres goles. Estuvo en la prelista para las eliminatorias de la Copa Mundial México 1986.
Luego de su retiro del fútbol Lobatón radicó en Colombia entre 1993 y mediados de 1996.

## Clubes
| Club                   | País     | Año         |
| ---------------------- | -------- | ----------- |
| Sport Boys             | Perú     | 1975 - 1979 |
| Deportes Quindío       | Colombia | 1980 - 1982 |
| Deportivo Pereira      | Colombia | 1982 - 1984 |
| Tecos UAG              | México   | 1984        |
| Deportivo Pereira      | Colombia | 1985        |
| Sport Boys             | Perú     | 1985        |
| Deportivo Pereira      | Colombia | 1986        |
| Independiente Medellín | Colombia | 1987        |
| Sport Boys             | Perú     | 1988 - 1990 |